# 梁山镇 (张家川县)
梁山镇，是中华人民共和国甘肃省天水市张家川回族自治县下辖的一个乡镇级行政单位。
2015年10月9日，甘肃省民政厅批复同意撤销梁山乡，设立梁山镇。

## 行政区划
梁山镇下辖以下地区：
梁山村、五方村、斜头村、唐刘村、高营村、杨渠村、樱桃沟村、杨崖村、吕湾村、丹麻村、阳洼村和岳山村。